# Pietro II di Arborea
Pietro II di Arborea (... – 1241) fu Giudice di Arborea e Visconte di Bas dal 1211 fino alla sua morte.

## Biografia
Egli nacque dal matrimonio di Ugone I, Giudice di Arborea, con Preziosa, figlia di Guglielmo I Salusio IV, Sovrano di Calari. Pietro era l'erede del patrimonio e dei titoli dei suoi genitori  ed infatti alla morte di suo padre, nel 1211, salì al trono giudicale.
Alla morte del nonno, Guglielmo I Salusio IV di Massa nel 1214, Pietro venne costretto da Ubaldo Visconti a sposare sua figlia Diana Visconti, Ugone infatti teneva già in suo potere la zia di Pietro, Benedetta di Cagliari e oramai esercitava un ruolo politico egemone in Sardegna. Quando le fortune di Ubaldo Visconti vennero meno però, essendo Pietro II considerato un suo alleato, venne attaccato da Guglielmo II Salusio V di Massa giudice di Cagliari (figlio di Benedetta), appoggiato da Mariano II di Torres, marito a sua volta di una zia di Pietro, Agnese di Massa; il giovane Pietro II venne sconfitto e perciò nel 1228 fu costretto ad accettare di condividere con loro il controllo del Giudicato (tra l'altro in questo periodo di condominio, Mariano II di Torres iniziò la ricostruzione della Cattedrale di Oristano).
Pietro II, dopo la morte del suocero Ubaldo Visconti, approfittando delle lotte intestine che si scatenarono a quell'evento, riuscì finalmente a liberarsi dai due condomini ed estendere la propria autorità sull'intero Giudicato.
Nell'aprile del 1237 Pietro II, riconoscendo formalmente la supremazia della Chiesa sul suo giudicato, ratificò un accordo con il legato pontificio di papa Gregorio IX, in base al quale il giudice si impegnava versare annualmente una somma di 1100 bisanti d'oro quale vassallo e donare alla Chiesa il Castello di Giripala. In cambio Pietro II, nel successivo mese di maggio ricevette, nella Chiesa di Santa Maria di Bonarcado, da parte del papa il riconoscimento della sovranità sul Giudicato.
Pietro II morì nel 1241 lasciando erede il figlio minorenne Mariano II di Arborea avuto dalla seconda moglie.